# Louis Foucault du Daugnon
Louis Foucault, comte du Daugnon (vers 1616 - octobre 1659), est un vice-amiral de France et maréchal de France. Il est un membre de la Famille de Foucault de Saint-Germain-Beaupré.

## Biographie

### Famille
Louis Foucault, comte du Daugnon, né vers 1616 au château de Crozant et mort en octobre 1659 dans son hôtel particulier de la rue de Grenelle à Paris, est le fils de Gabriel Foucault (15??-1636), seigneur de Saint-Germain-Beaupré etc., capitaine de cinquante hommes d'armes, gouverneur de la Marche et de la ville et du château d'Argenton et de Jeanne Poussard.
Il épouse en 1649 Marie Fourré de Dampierre dont il eut trois fils morts en bas âge et deux filles : Louise, mariée à Michel, marquis de Castelnau, gouverneur de Brest, mort en 1709 ; et Constance, mariée à Isaac Renaud de Pons, marquis de la Caze, comte de Roquefort, baron de Tors.
Il achète l'ancien Hôtel d'Antin (aujourd'hui mairie du 7e arrondissement) où il meurt en 1659[réf. nécessaire].

### Carrière
Il est d'abord élevé comme page auprès du cardinal de Richelieu, qui favorisa ses débuts dans les armes. Il s'attache ensuite à la personne de Jean Armand de Maillé, duc de Fronsac, qui lui fait obtenir la charge de vice-amiral de France.
Il sert sous le duc de Fronsac dans l'armée navale au combat de Cadix en 1640 et au siège d'Orbetello en 1646.

### Le siège d'Orbetello

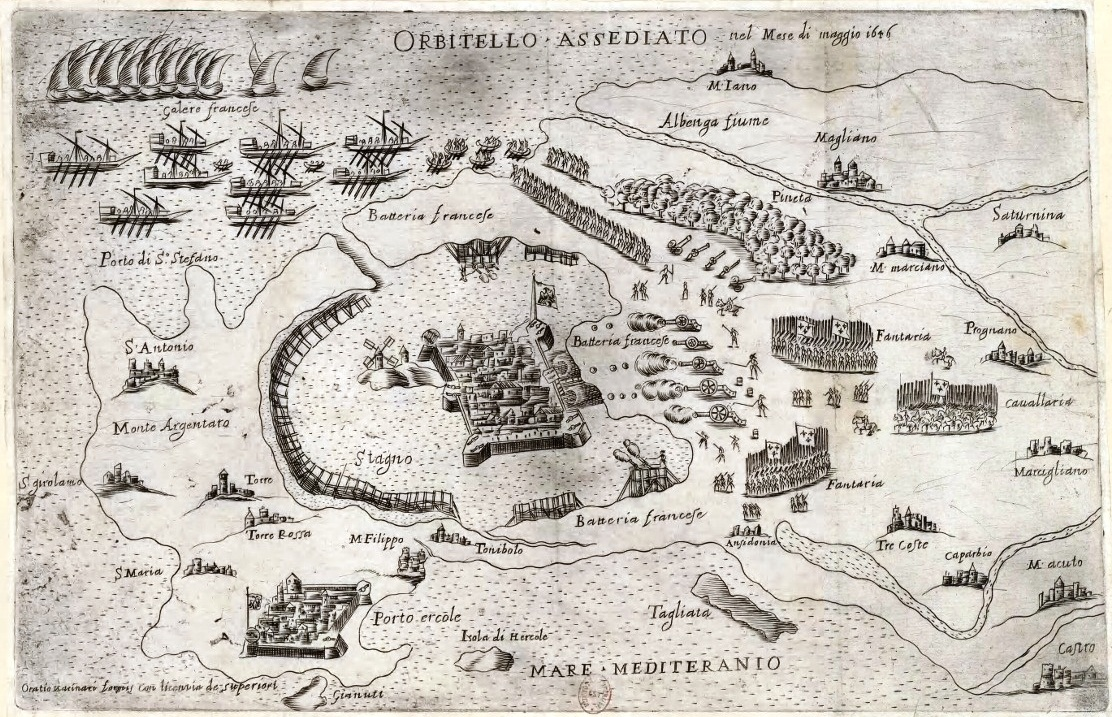
Siège d'Orbetello 1646

Il participe à la bataille navale d'Orbetello, où périt Jean Armand de Maillé, duc de Fronsac et marquis de Brézé. Il ramène la flotte à Brouage, non pour la remettre en état mais pour se saisir du gouvernement de Brouage. Il se déclare gouverneur de Brouage et de La Rochelle. Son escadre comportait, entre autres, un navire baptisé Le Léopard, un vaisseau de 34 canons construit en 1642.
Le comte de Saint-Aulaire dans son Histoire de la Fronde écrit à son sujet : « Après la bataille d'Orbetello, il quitta précipitamment l'armée et, devançant la nouvelle de la mort du duc de Maillé, il se jeta dans Brouage et sut y faire reconnaître son autorité sans s'inquiéter d'en justifier les titres. Pendant le débat qui s'éleva entre la reine et le prince de Condé pour le partage de la succession du duc de Maillé, du Daugnon demeura neutre entre les deux partis, bien décidé quoiqu'il pût arriver à garder la place pour son compte et, en effet, réparant ses murailles, armant des soldats et des vaisseaux, il régnait dans toute la contrée et se faisait respecter depuis Nantes jusqu'à Bordeaux. Pour subvenir aux frais de ces armements, il vendait le produit des riches salines de Brouage et prélevait sur les recettes voisines les fonds affectés aux dépenses de la place ».

### La Fronde et le parti de l'Ormée
Pendant les troubles de  la Fronde, il suit le parti du prince de Condé, mais on parvient à l'en détacher en 1653 et, pour le dédommager de la perte de son gouvernement, il est fait maréchal de France et reçoit une somme considérable.

### Association avec le corsaire Gargot de La Rochelle
En 1649, il force le corsaire Nicolas Gargot de La Rochette à le recevoir comme associé dans son entreprise et lui fait signer ainsi qu'à son frère Jean un traité par lequel il s'attribue le tiers des prises tout en ne contribuant que pour 5 000 livres à l'armement, qui s'élevait à plus de 33 000 livres.

## Divers

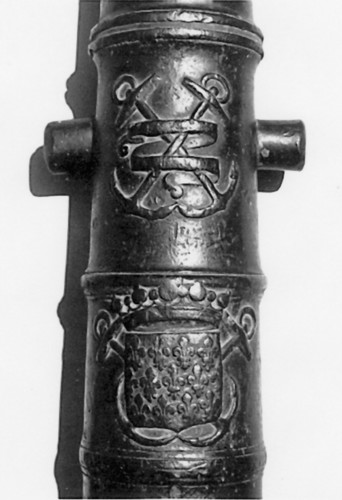
Canon Saint Germain Beaupré

La commune de Saint-Germain-Beaupré possède un modèle réduit de canon (couleuvrine) en bronze, provenant du Château de Saint-Germain-Beaupré aux armoiries de la famille de Foucault : "d'azur semé de fleurs de lys d'or", l'écu sur deux ancres croisées et surmonté d'une couronne ducale.